# Jonás Cuarón
Jonás Cuarón (ur. 1981 w Meksyku) – meksykański aktor, scenograf, montażysta, producent, scenarzysta, reżyser i operator filmowy.

## Filmografia
scenografia
- 2007: Rok paznokcia

zdjęcia
- 2007: Doktryna szoku
- 2007: Rok paznokcia

reżyser
- 2007: Doktryna szoku
- 2007: Rok paznokcia
- 2013: Aningaaq

aktor
- 1995: Mała księżniczka – Chimmey-sweeper

producent
- 2007: Rok paznokcia
- 2013: Aningaaq

montaż
- 2007: Rok paznokcia

scenarzysta
- 2007: Rok paznokcia
- 2013: Aningaaq
- 2013: Grawitacja
- 2013: A Boy and his Shoe

## Nagrody i nominacje
Został uhonorowany nagrodą BAFTA, a także otrzymał nominację do nagrody Saturna, nagrody Aleksandra - Theo Angelopoulos, konkursu 'Horyzonty' i nagrody BAFTA.